# Поцілунок (фільм, 1896)
«Поцілунок» (інші назви — Поцілунок Мей Ірвін, англ. The May Irwin Kiss; Поцілунок Райс і Ірвін, англ. The Rice-Irwin Kiss) — німий короткометражний еротичний фільм Вільяма Хейса. Це найперший фільм, де був знятий поцілунок. На плівку знята фінальна сцена з мюзиклу Вдова Джонс. Прем'єра відбулася в Канаді 21 липня  1896 року.

## У ролях
- Мей Ірвін — вдова Джонс
- Джон Райс — Біллі Байкс

## Сюжет

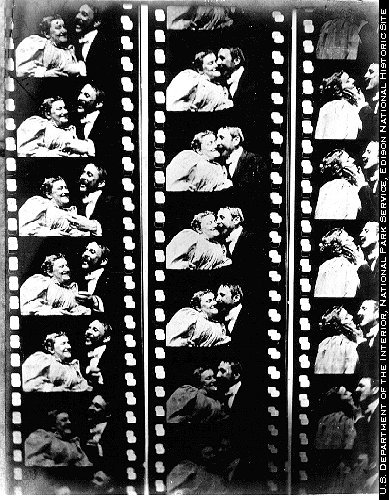
Кадр з фільму

Сцена знята у квітні 1896 року в Нью-Йоркському театрі комедії. У кадрі зірки сцени — актори Мей Ірвін, Джон Райс, які цілуються. Зйомка організована за замовленням газети «New York world».

## Прем'єра
Прем'єра пройшла в Вест енд Парк. Фільм змагався з кінематографом братів Люм'єр і 27 червня 1896 показ фільму відбувся в Монреалі.
Фільм «Поцілунок» був показаний в West End Park в Оттаві 21 липня 1896 і довгий час вважався першим публічно показаним в Канаді фільмом. Пізніше виявилося, що трохи менше ніж місяць до цього, 27 червня 1896 року, синематограф братів Люм'єр вже показував різні фільми в Монреалі.

## Критика
Фільм шокував публіку і спричинив несхвальні заголовки газет. Репортер Джон Слоан писав: «Актори були відразливого вигляду. Навіть у натуральну величину було неприємно на це дивитися, а вже багато разів збільшена версія на екрані викликала повну відразу». Таким чином Джон Слоан став першим кінокритиком в історії кіно.

## Цікаві факти
- Це перший в історії кіно фільм, звинувачений в розпалюванні низовинних відчуттів і кваліфікований критиками як порнографічний.
- Фільм був знятий на замовлення Томаса Едісона і мав фантастичний успіх. Його тиражували на закільцьованій плівці і показували в спеціальних автоматизованих кабінках, що вміщали одну людину. За кожен перегляд треба було кидати монету в проріз. Фільм був настільки популярний, що вже 1900 року вийшов його римейк, а в 1903 року — пародія на нього. У Москві його крутили на великому екрані в «Метрополі», квиток куди коштував скажені гроші — 5 рублів.
- На жаль, з 3-х хвилинного ролика збереглося лише 30 секунд.

## Нагороди
1999 року фільм потрапив у  Бібліотеку Конгресу.